# Luigi Cornaro (Kardinal)
Luigi Cornaro (venetisch Alvise Corner; * 12. Februar 1517 in Venedig; † 10. Mai 1584 in Rom) war ein venezianischer Kardinal der Römischen Kirche.

## Leben
Luigi Cornaro war das älteste von zehn Kindern des venezianischen Senators Giovanni Cornaro und dessen Ehefrau Adriana Pisani, er entstammte dem Familienzweig der Corner della Regina. Unter seinen Geschwistern waren der spätere Kardinal Federico und Giorgio, später Bischof von Treviso. Er war der Großneffe der Königin von Zypern, Caterina Cornaro, Neffe der Kardinäle Francesco Pisani, Marco Cornaro und Francesco Cornaro seniore, Cousin von Kardinal Andrea Cornaro, Onkel der Kardinäle Gianfrancesco Morosini und Francesco Cornaro iuniore sowie Großonkel von Kardinal Federico Cornaro iuniore. Ein späterer Kardinal aus demselben Zweig der Familie war Giorgio Cornaro, während Kardinal Giovanni Cornaro einem anderen Familienzweig entstammte.
Cornaro studierte an der Universität Padua und erlangte dort einen Doktortitel im Recht. Er trat dem Johanniterorden bei und wurde zum Großprior von Zypern ernannt, verzichtete jedoch zugunsten seines Bruders, des späteren Kardinals Federico Cornaro. Während des Konklave 1549–1550 war er Konklavist der Kardinäle François de Tournon und Luigi Pisani.
Papst Julius III. kreierte ihn im Konsistorium vom 20. November 1551 zum Kardinaldiakon, den roten Hut und die Titeldiakonie San Teodoro erhielt Luigi Cornaro am 4. Dezember 1551. Am 25. Juni 1554 wurde er zum Erzbischof von Zadar ernannt, verzichtete jedoch bereits am 17. Juli 1555 zugunsten seines Sekretärs Muzio Calini auf den erzbischöflichen Stuhl von Zadar. Dem Konzil von Trient blieb Luigi Cornaro fern, ließ sich jedoch über die dortigen Verhandlungen berichten. Er war Teilnehmer am ersten Konklave 1555, das Marcellus II. zum Papst wählte. Auch am zweiten Konklave 1555 nahm er teil, als Papst Paul IV. gewählt wurde. Ferner war er unter den Kardinälen, die zum Konklave 1559 zusammenkamen, aus dem Pius IV. als Papst hervorging. Unter dem Pontifikat des Letzteren war er Vorsitzender einer Kongregation, die sich mit den Angelegenheiten der Carafa beschäftigte. Am 13. März 1560 wurde er zum Administrator des Bistums Bergamo ernannt, diese Administratur gab er zugunsten seines Neffen Federico am 15. Januar 1561 auf. Von diesem Tag bis zum 18. April 1567 war er Administrator von Traù. Am 26. Februar 1561 optierte er zur Kardinalsklasse der Kardinalpriester und am 21. Juni 1564 zur Titelkirche San Marco, der Regionalkirche der Venezianer. Er nahm am Konklave 1565–1566 teil, das Pius V. als Papst erwählte. Am 2. Juni 1568 optierte er zur Titelkirche San Vitale. Luigi Cornaro war vom 14. Januar 1569 bis zum 11. Januar 1570 Kämmerer des Heiligen Kardinalskollegiums. Er optierte am 9. Februar 1569 zur Titelkirche San Clemente. Ab dem 10. Mai 1570 war er Kardinalkämmerer, nachdem er dieses Amt für 70.000 scudi erworben hatte, die der Papst für den Krieg gegen die Türken bestimmte. Wiederum optierte er am 9. Juni 1570 für den Titel von San Marco. Er unterstützte die Liga gegen die Türken, die 1571 den Sieg in der Seeschlacht von Lepanto errang. Luigi Cornaro war Teilnehmer des Konklave 1572, das Papst Gregor XIII. wählte.
Er starb an Christi Himmelfahrt, dem 10. Mai 1584, gegen 2 Uhr nachmittags in Rom. Beigesetzt wurde er in der römischen Kirche Santa Maria in Trivio.